# Isodontia azteca
Isodontia azteca är en biart som först beskrevs av De Saussure 1867.  Isodontia azteca ingår i släktet Isodontia och familjen grävsteklar. Inga underarter finns listade i Catalogue of Life.